# Dactylobiotus selenicus
Dactylobiotus selenicus är en djurart som tillhör fylumet trögkrypare, och som beskrevs av Bertolani 1982. Dactylobiotus selenicus ingår i släktet Dactylobiotus och familjen Macrobiotidae. Inga underarter finns listade i Catalogue of Life.